# Хельтаи, Энё
Энё Хельтаи (Хелтаи, венг. Heltai Jenő, настоящие имя и фамилия — Евгений Герцль, венг. Herzl Eugen; 11 августа 1871, Пешт, Австро-Венгрия — 3 сентября 1957, Будапешт, Венгрия) — венгерский драматург, писатель
, поэт, журналист, продюсер, историк, редактор, политик. Лауреат государственной премии Кошута (1957).

## Биография
Сын еврейского торговца. Бросив юридический факультет университета, сначала писал для ежедневных газет Будапешта, затем в 1892 г. стал лейтенантом запаса. Много путешествовал и жил в Париже, Лондоне, Вене, Берлине, Стамбуле.
В 1914—1918 годах работал режиссёром-драматургом Театра комедии Будапешта, с 1918 года — литературным руководителем издательства «Атенеум».
Позже занялся литературным творчеством, стал успешным драматургом. С 1916 года — президент Союза драматургов Венгрии.
После прихода нацистов к власти бежал за границу. После 1945 года вернулся в Венгрию.
Президент венгерского ПЕН-клуба.

## Творчество
Свои первые стихи опубликовал в 14-летнем возрасте.
Один из первых среди драматургов Венгрии начала XX века обратился к острокомедийным, гротескным зарисовкам быта и нравов разлагающегося буржуазного общества.
Писал скетчи и одноактные комедии («Красавицы из Тюндерлаки», 1914; «Лица и маски», 1925 и др.). В 1930-е годы написал цикл романтических комедий, иносказательно высмеивавших лицемерие и пороки современного общества. Комедии Э. Хельтаи построены на стилизованном историческом («Немой рыцарь», 1930) или сказочном сюжете («Тысяча вторая ночь», 1939).
В 1943 году написал остроумную пьесу на сюжет И. Нестроя «Злой дух Лупмацивагабундус», а в 1955-м — свою последнюю комедию «Красивее всех на свете» (по мотивам народных сказок). Некоторые его пьесы написаны в стихотворной форме. Комедии Э. Хельтаи отличаются сценичностью, живостью языка.
Похоронен в Будапеште на кладбище Керепеши.